# Cryphiops
Cryphiops is een geslacht van kreeftachtigen uit de klasse van de Malacostraca (hogere kreeftachtigen).

## Soorten
- Cryphiops (Bithynops) brasiliensis (Gomes Corrêa, 1973)
- Cryphiops (Bithynops) luscus (Holthuis, 1973)
- Cryphiops (Bithynops) perspicax (Holthuis, 1977)
- Cryphiops (Bithynops) sbordonii Baldari, Mejía-Ortiz & López-Mejía, 2010
- Cryphiops (Bithynops) villalobosi Villalobos Hiriart, Nates Rodriguez & Cantú Diaz Barriga, 1989
- Cryphiops (Cryphiops) caementarius (Molina, 1782)